# Edward Opoku
Edward Opoku (Konongo, Ghana; 1 de agosto de 1997) es un futbolista ghanés. Juega de delantero y actualmente se encuentra sin equipo luego de dejar el Columbus Crew al término de la temporada 2019.

## Biografía
Es hijo de Regina Nkansah y Christina Lang.[cita requerida]
Asistió a la Escuela Millbrook. Llegó a los Estados Unidos a través del programa Right to Dream.[cita requerida]

## Clubes
| Club                       | País           | Año         |
| -------------------------- | -------------- | ----------- |
| Virginia Cavaliers         | Estados Unidos | 2016        |
| AC Connecticut             | Estados Unidos | 2016 - 2017 |
| Columbus Crew              | Estados Unidos | 2018 - 2019 |
| Saint Louis FC (Cedido)    | Estados Unidos | 2018        |
| Birmingham Legion (Cedido) | Estados Unidos | 2019        |